# Topper 2 – Das Gespensterschloß
Topper 2 – Das Gespensterschloß (Originaltitel: Topper Returns) ist eine US-amerikanische Kriminalkomödie von Roy Del Ruth aus dem Jahr 1941. Alternativtitel des Films sind Ich suche meinen Mörder und Die merkwürdigen Abenteuer des Mr. Topper.

## Handlung
Die 25-jährige Ann Carrington und ihre Freundin Gail Richards sind auf das Carrington-Anwesen eingeladen. Ann wuchs gemäß dem letzten Wunsch ihrer bei einem Mineneinsturz verstorbenen Mutter in China auf. Sie wird nun zum ersten Mal ihren Vater Henry sehen, dem das Anwesen gehört. Schon unterwegs wird ihr Taxi von einem Unbekannten beschossen und das Auto überschlägt sich, doch Taxifahrer Bob führt den Unfall auf einen geplatzten Reifen zurück. Beide Frauen zwingen schließlich Cosmo Topper, der gerade mit Chauffeur Edward auf dem Heimweg ist, sie zum Anwesen zu bringen. Clara Topper, Cosmos Ehefrau, sieht Gail auf dem Schoß ihres Mannes sitzen und ist empört.
Ann und Gail werden vom Personal des Carrington-Anwesens kühl empfangen. Zudem löst sich der Kronleuchter der Empfangshalle und erschlägt beinahe Ann. Beide Frauen werden auf ihre Zimmer gebracht, und da Gail nicht im Chinese Room übernachten will, tauschen beide Frauen die Räume. In der Nacht wird Gail in ihrem Zimmer von einem schwarz gekleideten, vermummten Unbekannten erstochen. Ihr Geist eilt zu Cosmo und berichtet ihm, was geschehen ist. Cosmo lässt sich nachts von Edward zum Anwesen der Carringtons fahren und schleicht sich mit Gails Hilfe in deren Raum. Er sieht Gails Leiche und will die Polizei rufen, doch wird er von den Angestellten des Hauses gestellt. Gails Zimmer ist leer. Es findet sich nur eine Nachricht an Ann, dass sie gegangen sei und bald wiederkommen werde.
In der Zwischenzeit ist auch Cosmos Ehefrau Clara erschienen, die vermutet, dass ihr Mann fremdgeht. Sie ist es, die die Polizei ruft, als man ihr von einem möglichen Mord berichtet. Das Eintreffen der Polizei macht alles noch chaotischer. Edward entdeckt über eine Falltür einen unterirdischen Gang, der zum Meer führt. Er sieht, wie Gails Leiche zu einem auf dem Meer ankernden Schiff gebracht wird, und kann Cosmo alarmieren, der gemeinsam mit Gails Geist die Leiche zurück zum Anwesen bringt. Als er am Steg anlegt, wird er verhaftet. Gail hilft ihm: Sie konnte die Nachricht, die sie angeblich an Ann geschrieben hat, retten, als die Haushälterin Lillian sie verbrennen wollte. Es zeigt sich, dass Lillian die Nachricht geschrieben hat. Sie gibt es zu, sagt jedoch auch, dass sie nicht die Mörderin ist. Auch Ann wurde inzwischen von dem ominösen, schwarz gekleideten und vermummten Mann angegriffen, der jedoch von dem ebenfalls am Haus eingetroffenen Taxifahrer Bob vertrieben wurde. Bob wollte eigentlich nur sein Geld für die Taxifahrt und bleibt, um Ann beizustehen. Als Ann plötzlich verschwindet, findet Bob den Geheimgang und kämpft mit dem Unbekannten, wird jedoch niedergeschlagen. Am Ende ist es Gail, die den Unbekannten besiegen kann und Bob kehrt mit Ann ins Haus zurück.
Cosmo entdeckt eine geheime Falltür unter einem Stuhl, über die der Unbekannte geflohen sein muss, und auch den auslösenden Mechanismus. Wer von der Existenz der Tür und des Mechanismus weiß, muss der Mörder sein. Bei einer Versammlung aller Verdächtigen in dem Raum stellt Cosmo jeden auf die Probe und am Ende gibt sich Anns Vater Henry als Mörder zu erkennen. Er bedroht die Anwesenden mit einer Pistole und flüchtet in einem Auto. Gail rast hinter ihm in Cosmos Auto her, auf dessen Rücksitz der verängstigte Edward sitzt. Henrys Auto stürzt schließlich eine Böschung hinunter und Henry stirbt und wird zum Geist. Er gesteht Gails Geist, dass er in Wirklichkeit nicht Anns Vater war, der ebenfalls bei der Minenexplosion umgekommen sei. Vielmehr sei er Henrys Kompagnon gewesen, der sich als Hochstapler Henrys Vermögen angeeignet hätte. Er befürchtete, Ann könnte hinter den Schwindel kommen, sodass er sie ermorden wollte.

## Produktion
Topper 2 – Das Gespensterschloß war nach Topper – Das blonde Gespenst und Topper geht auf Reisen der dritte und letzte Film der Topper-Reihe. Der Film erlebte am 21. März 1941 seine US-Premiere und kam im Juni 1946 in die deutschen Kinos. Am 22. Januar 1963 lief er erstmals auf der ARD im Fernsehen.

## Kritik
Laut einer zeitgenössischen Rezension von Variety sei das Grundkonzept der Filme „auffallend originell“. Der Film werde aber dann schwächer, wenn die Geschichte von ihrer eigenen Prämisse abweiche und sich auf das Niveau einer konventionellen Krimifarce begebe. Die Regie von Roy Del Ruth ist uneinheitlich und es fehle an Improvisationen.
Für den film-dienst war Topper 2 – Das Gespensterschloß eine „humorvolle Fortsetzung der Filmgrotesken Topper und Topper geht auf Reisen mit vergnüglichen parodistischen Spitzen und hervorragend gesetzten situationskomischen Pointen. Der amüsanteste Film der Serie.“

## Auszeichnungen
Topper 2 – Das Gespensterschloß erhielt 1942 zwei Oscarnominierungen: Elmer Raguse wurde für einen Oscar für den besten Ton nominiert sowie gemeinsam mit Roy Seawright für einen Oscar für die Besten visuellen Effekte.